# Leopoldo Ignazio di Dietrichstein
Leopoldo Ignazio di Dietrichstein (Eggenberg, 16 agosto 1660 – Mikulov, 13 luglio 1708) è stato un nobile austriaco.
Fu principe di Dietrichstein dal 1698 fino alla sua morte.

## Biografia
Nato a Eggenberg nel 1660, Leopoldo Ignazio di Dietrichstein era figlio di Ferdinando Giuseppe di Dietrichstein, III principe di Dietrichstein, e di sua moglie, la principessa Maria Elisabetta di Eggenberg. Suo bisnonno era il principe regnante Carlo I del Liechtenstein.
Dopo l'improvvisa e giovanissima morte di suo fratello maggiore Sigismondo Francesco il 26 agosto 1667, divenne principe ereditario di suo padre. Da giovane risiedette per qualche tempo a Parigi e frequentando la corte di Versailles, acquisendo l'amore per lo splendore e delle attitudini stravaganti per cui sarà largamente ricordato dalle generazioni successive.
Ritornato alla corte imperiale di Vienna, Leopoldo Ignazio venne nominato dall'imperatore suo consigliere privato, favorito in questo anche dalla posizione che suo padre ricopriva a corte, ma ben presto la sua epopea si bloccò. Secondo quanto riportato dallo storico ceco Rostislav Smíšek a corte iniziarono infatti a circolare delle voci che misero in cattiva luce il principe, che nel 1685 bloccarono completamente la sua carriera a corte.
Nel 1698, poco dopo la morte di suo padre e l'assunzione del titolo di principe, Leopoldo Ignazio ottenne il prestigioso ordine del Toson d'oro e sembrò essere ormai pienamente rientrato nelle grazie degli imperatori quando venne ucciso dalla tubercolosi all'età di 48 anni. Dal momento che Leopoldo Ignazio morì senza eredi maschi, venne succeduto da suo fratello minore Gualtiero Francesco Saverio.

## Mecenate
Durante i pochi anni in cui fu principe, Leopoldo Ignazio ebbe comunque modo di distinguersi nell'incarnare la tipica anima del principe barocco dell'epoca. Sicuramente la sua permanenza a Versailles influenzò moltissimo alcuni suoi progetti come ad esempio la realizzazione di un grandioso giardino alla francese per il castello di Mikulov, impiegando prestigiosi architetti anche al suo palazzo di Vienna (l'attuale sede del Ministero degli Interni). Fece inoltre costruire una grandiosa residenza di caccia (1698-1701) a Laxenburg progettata da Christian Alexander Oedtl.
Si servì del famosissimo architetto viennese Johann Bernhard Fischer von Erlach per rivedere le forme della chiesa di Sant'Anna a Mikulov (1700-1705) come pure fece costruire la Chiesa di Tutti i Santi a Libochovice (1700-1705). Assunse anche l'architetto italiano Domenico Martinelli per progettare la Chiesa dell'Annunciazione di Maria Vergine a Polná (1699-1708), ma dopo la sua scomparsa il progetto originario venne profondamente mutato.

## Matrimonio e figli
Il 13 luglio 1687 Leopoldo Ignazio sposò la principessa Maria Goffreda di Salm (29 settembre 1667 – 19 gennaio 1732), figlia del principe Carlo Teodoro di Salm e della sua prima moglie, Godofreda Maria Anna von Huyn. Come unica figlia dei suoi genitori, Maria Goffreda ebbe in dote da sua madre le contee di Gleen, Amstenrald e Wachtendonk.
La coppia ebbe due figlie:
- Maria Anna Giuseppa (25 giugno 1688 – gennaio 1697).
- Maria Giuseppa Felicita (13 settembre 1694 – 7 marzo 1711).

## Albero genealogico
|                                                                     |                                                |                                                   | Genitori                                 |  |  | Nonni |  |  | Bisnonni                                               |  |  | Trisnonni              |  |
|                                                                     |                                                |                                                   |                                          |  |  |       |  |  | Sigismondo II di Dietrichstein, conte di Dietrichstein |  |  | Adam von Dietrichstein |  |
|                                                                     |                                                |                                                   |                                          |  |  |       |  |  | Sigismondo II di Dietrichstein, conte di Dietrichstein |  |  | Adam von Dietrichstein |  |
|                                                                     |                                                | Margarita Folch de Cardona y Requesens            |                                          |  |  |       |  |  | Sigismondo II di Dietrichstein, conte di Dietrichstein |  |  |                        |  |
| Massimiliano di Dietrichstein, II principe di Dietrichstein         |                                                |                                                   |                                          |  |  |       |  |  | Sigismondo II di Dietrichstein, conte di Dietrichstein |  |  |                        |  |
|                                                                     |                                                | Johanna von der Leiter                            | Hans Warmund von der Leiter              |  |  |       |  |  |                                                        |  |  |                        |  |
|                                                                     |                                                | Johanna von der Leiter                            | Hans Warmund von der Leiter              |  |  |       |  |  |                                                        |  |  |                        |  |
|                                                                     |                                                | Johanna von der Leiter                            | Elisabeth von Thurn                      |  |  |       |  |  |                                                        |  |  |                        |  |
| Ferdinando Giuseppe di Dietrichstein, III principe di Dietrichstein |                                                | Johanna von der Leiter                            |                                          |  |  |       |  |  |                                                        |  |  |                        |  |
|                                                                     |                                                | Carlo I del Liechtenstein                         | Hartmann II del Liechtenstein            |  |  |       |  |  |                                                        |  |  |                        |  |
|                                                                     |                                                | Carlo I del Liechtenstein                         | Hartmann II del Liechtenstein            |  |  |       |  |  |                                                        |  |  |                        |  |
|                                                                     |                                                | Carlo I del Liechtenstein                         | Anna Maria di Ortenburg                  |  |  |       |  |  |                                                        |  |  |                        |  |
| Anna Maria del Liechtenstein                                        |                                                | Carlo I del Liechtenstein                         |                                          |  |  |       |  |  |                                                        |  |  |                        |  |
|                                                                     |                                                | Anna Maria Šemberová von Boskovice und Černá Hora | Jan Šembera von Boskovice und Černá Hora |  |  |       |  |  |                                                        |  |  |                        |  |
|                                                                     |                                                | Anna Maria Šemberová von Boskovice und Černá Hora | Jan Šembera von Boskovice und Černá Hora |  |  |       |  |  |                                                        |  |  |                        |  |
|                                                                     |                                                | Anna Maria Šemberová von Boskovice und Černá Hora | Anna Krajířová z Krajku                  |  |  |       |  |  |                                                        |  |  |                        |  |
| Leopoldo Ignazio di Dietrichstein, IV principe di Dietrichstein     |                                                | Anna Maria Šemberová von Boskovice und Černá Hora |                                          |  |  |       |  |  |                                                        |  |  |                        |  |
|                                                                     | Leopoldo Filippo di Salm, III principe di Salm | Filippo Ottone di Salm, conte di Salm             |                                          |  |  |       |  |  |                                                        |  |  |                        |  |
|                                                                     | Leopoldo Filippo di Salm, III principe di Salm | Filippo Ottone di Salm, conte di Salm             |                                          |  |  |       |  |  |                                                        |  |  |                        |  |
|                                                                     | Leopoldo Filippo di Salm, III principe di Salm | Chrétienne de Croy                                |                                          |  |  |       |  |  |                                                        |  |  |                        |  |
| Carlo Teodoro di Salm, IV principe di Salm                          | Leopoldo Filippo di Salm, III principe di Salm |                                                   |                                          |  |  |       |  |  |                                                        |  |  |                        |  |
|                                                                     |                                                | Maria Anna van Bronckhorst                        | Dirk van Bronckhorst, signore di Anholt  |  |  |       |  |  |                                                        |  |  |                        |  |
|                                                                     |                                                | Maria Anna van Bronckhorst                        | Dirk van Bronckhorst, signore di Anholt  |  |  |       |  |  |                                                        |  |  |                        |  |
|                                                                     |                                                | Maria Anna van Bronckhorst                        | Maria Anna van Immerseel                 |  |  |       |  |  |                                                        |  |  |                        |  |
| Maria Goffreda di Salm                                              |                                                | Maria Anna van Bronckhorst                        |                                          |  |  |       |  |  |                                                        |  |  |                        |  |
|                                                                     |                                                | Arnold V Wolfgang Huyn van Geleen                 | Arnold IV Huyn van Geleen                |  |  |       |  |  |                                                        |  |  |                        |  |
|                                                                     |                                                | Arnold V Wolfgang Huyn van Geleen                 | Arnold IV Huyn van Geleen                |  |  |       |  |  |                                                        |  |  |                        |  |
|                                                                     |                                                | Arnold V Wolfgang Huyn van Geleen                 | Margreta van Wittenhorst                 |  |  |       |  |  |                                                        |  |  |                        |  |
| Godofreda Maria Anna Huyn van Geleen                                |                                                | Arnold V Wolfgang Huyn van Geleen                 |                                          |  |  |       |  |  |                                                        |  |  |                        |  |
|                                                                     |                                                | …                                                 | …                                        |  |  |       |  |  |                                                        |  |  |                        |  |
|                                                                     |                                                | …                                                 | …                                        |  |  |       |  |  |                                                        |  |  |                        |  |
|                                                                     |                                                | …                                                 | …                                        |  |  |       |  |  |                                                        |  |  |                        |  |
|                                                                     |                                                | …                                                 |                                          |  |  |       |  |  |                                                        |  |  |                        |  |